# Liste der Nummer-eins-Hits in den USA (2003)
Dies ist eine Liste der Nummer-eins-Hits in den von Billboard ermittelten Charts in den USA (Hot 100) im Jahr 2003. In diesem Jahr gab es neun Nummer-eins-Singles und dreiunddreißig Nummer-eins-Alben.

## Singles
| ← 2002 ← | Liste der Nummer-eins-Hits in den USA | Liste der Nummer-eins-Hits in den USA | Liste der Nummer-eins-Hits in den USA                                                                                               | 2004 →                    |
| \| Zeitraum \| Wo. ges. \| Interpret \| Titel Autor(en) \| Zusätzliche Informationen \| \| (Zeitraum, Wochen auf Platz eins, Interpret, Titel, Autor[en], zusätzliche Informationen) \| \| \| \| \| \| ----------------------------------------------------------------------------------------- \| -------- \| ------------------------------ \| -------------------------------------------------------------------------------------------------------------------------------------- \| ------------------------- \| \| 9. November 2002 – 31. Januar 2003 12 Wochen (insgesamt 12) \| 12 \| Eminem \| Lose Yourself[1] Eminem, Luis Resto, Jeff Bass \| - \| \| 1. Februar 2003 – 7. Februar 2003 1 Woche (insgesamt 1) \| 1 \| B2K & P. Diddy \| Bump, Bump, Bump[2] R. Kelly, Varick Smith \| - \| \| 8. Februar 2003 – 7. März 2003 4 Wochen (insgesamt 4) \| 4 \| Jennifer Lopez feat. LL Cool J \| All I Have[3] Jennifer Lopez, James Todd Smith, Makeba Riddick, Curtis Richardson, Ron G, Dave McPherson, Lisa Peters, William Jeffrey \| - \| \| 8. März 2003 – 9. Mai 2003 9 Wochen (insgesamt 9) \| 9 \| 50 Cent \| In da Club[4] Curtis Jackson, Andre Young, Mike Elizondo, Peter Harrison \| - \| \| 10. Mai 2003 – 30. Mai 2003 3 Wochen (insgesamt 3) \| 3 \| Sean Paul \| Get Busy[5] Sean Paul Henriques, Steven „Lenky“ Marsden \| - \| \| 31. Mai 2003 – 27. Juni 2003 4 Wochen (insgesamt 4) \| 4 \| 50 Cent feat. Nate Dogg \| 21 Questions[6] Curtis Jackson, Kevin Risto, Jimmy Cameron, Vela M. Cameron \| - \| \| 28. Juni 2003 – 11. Juli 2003 2 Wochen (insgesamt 2) \| 2 \| Clay Aiken \| This Is the Night[7] Chris Braide, Aldo Nova, Gary Burr \| - \| \| 12. Juli 2003 – 5. September 2003 8 Wochen (insgesamt 8) \| 8 \| Beyoncé feat. Jay-Z \| Crazy in Love[8] Beyoncé Knowles, Rich Harrison, Shawn Carter, Eugene Record \| - \| \| 6. September 2003 – 3. Oktober 2003 4 Wochen (insgesamt 4) \| 4 \| Nelly, P. Diddy & Murphy Lee \| Shake Ya Tailfeather[9] Cornell Haynes, Tohri Harper, Varick Smith, Basement Beats \| - \| \| 4. Oktober 2003 – 5. Dezember 2003 9 Wochen (insgesamt 9) \| 9 \| Beyoncé feat. Sean Paul \| Baby Boy[10] Beyoncé Knowles, Scott Storch, Sean Paul Henriques, Robert Walter, Shawn Carter \| - \| \| 6. Dezember 2003 – 12. Dezember 2003 1 Woche (insgesamt 1) \| 1 \| Ludacris feat. Shawnna \| Stand Up[11] Christopher Bridges, Kanye West \| - \| \| 13. Dezember 2003 – 13. Februar 2004 9 Wochen (insgesamt 9) \| 9 \| OutKast \| Hey Ya![12] André 3000 \| - \| |                                       |                                       | |                           |
| ← 2002 |                                       |                                       | | → 2004 →                  |
| Zeitraum | Wo. ges.                              | Interpret                             | Titel Autor(en) | Zusätzliche Informationen |
| (Zeitraum, Wochen auf Platz eins, Interpret, Titel, Autor[en], zusätzliche Informationen) |                                       |                                       | |                           |
| 9. November 2002 – 31. Januar 2003 12 Wochen (insgesamt 12) | 12                                    | Eminem                                | Lose Yourself Eminem, Luis Resto, Jeff Bass                                                                                         | -                         |
| 1. Februar 2003 – 7. Februar 2003 1 Woche (insgesamt 1) | 1                                     | B2K & P. Diddy                        | Bump, Bump, Bump R. Kelly, Varick Smith                                                                                             | -                         |
| 8. Februar 2003 – 7. März 2003 4 Wochen (insgesamt 4) | 4                                     | Jennifer Lopez feat. LL Cool J        | All I Have Jennifer Lopez, James Todd Smith, Makeba Riddick, Curtis Richardson, Ron G, Dave McPherson, Lisa Peters, William Jeffrey | -                         |
| 8. März 2003 – 9. Mai 2003 9 Wochen (insgesamt 9) | 9                                     | 50 Cent                               | In da Club Curtis Jackson, Andre Young, Mike Elizondo, Peter Harrison                                                               | -                         |
| 10. Mai 2003 – 30. Mai 2003 3 Wochen (insgesamt 3) | 3                                     | Sean Paul                             | Get Busy Sean Paul Henriques, Steven „Lenky“ Marsden                                                                                | -                         |
| 31. Mai 2003 – 27. Juni 2003 4 Wochen (insgesamt 4) | 4                                     | 50 Cent feat. Nate Dogg               | 21 Questions Curtis Jackson, Kevin Risto, Jimmy Cameron, Vela M. Cameron                                                            | -                         |
| 28. Juni 2003 – 11. Juli 2003 2 Wochen (insgesamt 2) | 2                                     | Clay Aiken                            | This Is the Night Chris Braide, Aldo Nova, Gary Burr                                                                                | -                         |
| 12. Juli 2003 – 5. September 2003 8 Wochen (insgesamt 8) | 8                                     | Beyoncé feat. Jay-Z                   | Crazy in Love Beyoncé Knowles, Rich Harrison, Shawn Carter, Eugene Record                                                           | -                         |
| 6. September 2003 – 3. Oktober 2003 4 Wochen (insgesamt 4) | 4                                     | Nelly, P. Diddy & Murphy Lee          | Shake Ya Tailfeather Cornell Haynes, Tohri Harper, Varick Smith, Basement Beats                                                     | -                         |
| 4. Oktober 2003 – 5. Dezember 2003 9 Wochen (insgesamt 9) | 9                                     | Beyoncé feat. Sean Paul               | Baby Boy Beyoncé Knowles, Scott Storch, Sean Paul Henriques, Robert Walter, Shawn Carter                                            | -                         |
| 6. Dezember 2003 – 12. Dezember 2003 1 Woche (insgesamt 1) | 1                                     | Ludacris feat. Shawnna                | Stand Up Christopher Bridges, Kanye West                                                                                            | -                         |
| 13. Dezember 2003 – 13. Februar 2004 9 Wochen (insgesamt 9) | 9                                     | OutKast                               | Hey Ya! André 3000 | -                         |

## Alben
| ← 2002 ← | Liste der Nummer-eins-Alben in den USA | Liste der Nummer-eins-Alben in den USA | Liste der Nummer-eins-Alben in den USA | 2004 → |
| \| Zeitraum \| Wo. ges. \| Interpret \| Titel \| Zusätzliche Informationen \| \| (Zeitraum, Wochen auf Platz eins, Interpret, Titel, zusätzliche Informationen) \| \| \| \| \| \| ------------------------------------------------------------------------------ \| -------- \| ------------------------------------- \| ------------------------------- \| ------------------------------------------------------------------------------------------------------------------------------------------------------------------------- \| \| 28. Dezember 2002 – 10. Januar 2003 2 Wochen (insgesamt 5) \| 5 \| Shania Twain \| Up![13] \| - \| \| 11. Januar 2003 – 24. Januar 2003 2 Wochen (insgesamt 4) \| 4 \| Original Motion Picture Soundtrack \| 8 Mile[14] \| - \| \| 25. Januar 2003 – 14. Februar 2003 3 Wochen (insgesamt 3) \| 3 \| Norah Jones \| Come Away with Me[15] \| - \| \| 15. Februar 2003 – 21. Februar 2003 1 Woche (insgesamt 4) \| 4 \| Dixie Chicks \| Home[16] \| - \| \| 22. Februar 2003 – 7. März 2003 2 Wochen (insgesamt 2) \| 2 \| 50 Cent \| Get Rich or Die Tryin’[17] \| - \| \| 8. März 2003 – 14. März 2003 1 Woche (insgesamt 1) \| 1 \| R. Kelly \| Chocolate Factory[18] \| - \| \| 15. März 2003 – 21. März 2003 1 Woche (insgesamt 4) \| 4 \| Norah Jones \| Come Away with Me \| - \| \| 22. März 2003 – 11. April 2003 3 Wochen (insgesamt 5) \| 5 \| 50 Cent \| Get Rich or Die Tryin’ \| - \| \| 12. April 2003 – 25. April 2003 2 Wochen (insgesamt 2) \| 2 \| Linkin Park \| Meteora[19] \| - \| \| 26. April 2003 – 2. Mai 2003 1 Woche (insgesamt 1) \| 1 \| Godsmack \| Faceless[20] \| - \| \| 3. Mai 2003 – 9. Mai 2003 1 Woche (insgesamt 1) \| 1 \| Kelly Clarkson \| Thankful[21] \| - \| \| 10. Mai 2003 – 16. Mai 2003 1 Woche (insgesamt 1) \| 1 \| Madonna \| American Life[22] \| - \| \| 17. Mai 2003 – 23. Mai 2003 1 Woche (insgesamt 6) \| 6 \| 50 Cent \| Get Rich or Die Tryin’ \| - \| \| 24. Mai 2003 – 30. Mai 2003 1 Woche (insgesamt 1) \| 1 \| The Isley Brothers feat. Ronald Isley \| Body Kiss[23] \| - \| \| 31. Mai 2003 – 6. Juni 2003 1 Woche (insgesamt 1) \| 1 \| Marilyn Manson \| The Golden Age of Grotesque[24] \| - \| \| 7. Juni 2003 – 13. Juni 2003 1 Woche (insgesamt 1) \| 1 \| Staind \| 14 Shades of Grey[25] \| - \| \| 14. Juni 2003 – 20. Juni 2003 1 Woche (insgesamt 1) \| 1 \| Led Zeppelin \| How the West Was Won[26] \| Für Led Zeppelin war es tatsächlich das siebte Nummer-eins-Album, allerdings lagen zwischen dem letzten 1979 (In Through the Out Door) und How the West Was Won 24 Jahre. \| \| 21. Juni 2003 – 27. Juni 2003 1 Woche (insgesamt 1) \| 1 \| Metallica \| St. Anger[27] \| Für Metallica war es das vierte Nummer-Eins-Album in Folge (die Kompilation Garage Inc. und das Livealbum S&M nicht mitgezählt). \| \| 28. Juni 2003 – 4. Juli 2003 1 Woche (insgesamt 1) \| 1 \| Luther Vandross \| Dance with My Father[28] \| - \| \| 5. Juli 2003 – 11. Juli 2003 1 Woche (insgesamt 1) \| 1 \| Monica \| After the Storm[29] \| - \| \| 12. Juli 2003 – 18. Juli 2003 1 Woche (insgesamt 1) \| 1 \| Beyoncé \| Dangerously in Love[30] \| - \| \| 19. Juli 2003 – 1. August 2003 2 Wochen (insgesamt 2) \| 2 \| Ashanti \| Chapter II[31] \| - \| \| 2. August 2003 – 29. August 2003 4 Wochen (insgesamt 4) \| 4 \| Original Motion Picture Soundtrack \| Bad Boys II[32] \| - \| \| 30. August 2003 – 5. September 2003 1 Woche (insgesamt 1) \| 1 \| Alan Jackson \| Greatest Hits Volume II[33] \| - \| \| 6. September 2003 – 12. September 2003 1 Woche (insgesamt 1) \| 1 \| The Neptunes \| The Neptunes Present…Clones[34] \| - \| \| 13. September 2003 – 19. September 2003 1 Woche (insgesamt 1) \| 1 \| Mary J. Blige \| Love & Life[35] \| - \| \| 20. September 2003 – 26. September 2003 1 Woche (insgesamt 1) \| 1 \| Hilary Duff \| Metamorphosis[36] \| - \| \| 27. September 2003 – 3. Oktober 2003 1 Woche (insgesamt 1) \| 1 \| John Mayer \| Heavier Things[37] \| - \| \| 4. Oktober 2003 – 10. Oktober 2003 1 Woche (insgesamt 1) \| 1 \| DMX \| Grand Champ[38] \| - \| \| 11. Oktober 2003 – 24. Oktober 2003 2 Wochen (insgesamt 2) \| 2 \| OutKast \| Speakerboxxx/The Love Below[39] \| - \| \| 25. Oktober 2003 – 31. Oktober 2003 1 Woche (insgesamt 1) \| 1 \| Ludacris \| Chicken-n-Beer[40] \| - \| \| 1. November 2003 – 14. November 2003 2 Wochen (insgesamt 2) \| 2 \| Clay Aiken \| Measure Of A Man[41] \| - \| \| 15. November 2003 – 21. November 2003 1 Woche (insgesamt 3) \| 3 \| OutKast \| Speakerboxxx/The Love Below \| - \| \| 22. November 2003 – 28. November 2003 1 Woche (insgesamt 1) \| 1 \| Toby Keith \| Shock’n Y'all[42] \| - \| \| 29. November 2003 – 5. Dezember 2003 1 Woche (insgesamt 1) \| 1 \| Jay-Z \| The Black Album[43] \| - \| \| 6. Dezember 2003 – 12. Dezember 2003 1 Woche (insgesamt 1) \| 1 \| Britney Spears \| In the Zone[44] \| - \| \| 13. Dezember 2003 – 19. Dezember 2003 1 Woche (insgesamt 2) \| 2 \| Jay-Z \| The Black Album \| - \| \| 20. Dezember 2003 – 26. Dezember 2003 1 Woche (insgesamt 1) \| 1 \| Alicia Keys \| The Diary of Alicia Keys[45] \| - \| |                                        |                                        |                                        | |
| ← 2002 |                                        |                                        |                                        | → 2004 → |
| Zeitraum | Wo. ges.                               | Interpret                              | Titel                                  | Zusätzliche Informationen |
| (Zeitraum, Wochen auf Platz eins, Interpret, Titel, zusätzliche Informationen) |                                        |                                        |                                        | |
| 28. Dezember 2002 – 10. Januar 2003 2 Wochen (insgesamt 5) | 5                                      | Shania Twain                           | Up!                                    | - |
| 11. Januar 2003 – 24. Januar 2003 2 Wochen (insgesamt 4) | 4                                      | Original Motion Picture Soundtrack     | 8 Mile                                 | - |
| 25. Januar 2003 – 14. Februar 2003 3 Wochen (insgesamt 3) | 3                                      | Norah Jones                            | Come Away with Me                      | - |
| 15. Februar 2003 – 21. Februar 2003 1 Woche (insgesamt 4) | 4                                      | Dixie Chicks                           | Home                                   | - |
| 22. Februar 2003 – 7. März 2003 2 Wochen (insgesamt 2) | 2                                      | 50 Cent                                | Get Rich or Die Tryin’                 | - |
| 8. März 2003 – 14. März 2003 1 Woche (insgesamt 1) | 1                                      | R. Kelly                               | Chocolate Factory                      | - |
| 15. März 2003 – 21. März 2003 1 Woche (insgesamt 4) | 4                                      | Norah Jones                            | Come Away with Me                      | - |
| 22. März 2003 – 11. April 2003 3 Wochen (insgesamt 5) | 5                                      | 50 Cent                                | Get Rich or Die Tryin’                 | - |
| 12. April 2003 – 25. April 2003 2 Wochen (insgesamt 2) | 2                                      | Linkin Park                            | Meteora                                | - |
| 26. April 2003 – 2. Mai 2003 1 Woche (insgesamt 1) | 1                                      | Godsmack                               | Faceless                               | - |
| 3. Mai 2003 – 9. Mai 2003 1 Woche (insgesamt 1) | 1                                      | Kelly Clarkson                         | Thankful                               | - |
| 10. Mai 2003 – 16. Mai 2003 1 Woche (insgesamt 1) | 1                                      | Madonna                                | American Life                          | - |
| 17. Mai 2003 – 23. Mai 2003 1 Woche (insgesamt 6) | 6                                      | 50 Cent                                | Get Rich or Die Tryin’                 | - |
| 24. Mai 2003 – 30. Mai 2003 1 Woche (insgesamt 1) | 1                                      | The Isley Brothers feat. Ronald Isley  | Body Kiss                              | - |
| 31. Mai 2003 – 6. Juni 2003 1 Woche (insgesamt 1) | 1                                      | Marilyn Manson                         | The Golden Age of Grotesque            | - |
| 7. Juni 2003 – 13. Juni 2003 1 Woche (insgesamt 1) | 1                                      | Staind                                 | 14 Shades of Grey                      | - |
| 14. Juni 2003 – 20. Juni 2003 1 Woche (insgesamt 1) | 1                                      | Led Zeppelin                           | How the West Was Won                   | Für Led Zeppelin war es tatsächlich das siebte Nummer-eins-Album, allerdings lagen zwischen dem letzten 1979 (In Through the Out Door) und How the West Was Won 24 Jahre. |
| 21. Juni 2003 – 27. Juni 2003 1 Woche (insgesamt 1) | 1                                      | Metallica                              | St. Anger                              | Für Metallica war es das vierte Nummer-Eins-Album in Folge (die Kompilation Garage Inc. und das Livealbum S&M nicht mitgezählt).                                          |
| 28. Juni 2003 – 4. Juli 2003 1 Woche (insgesamt 1) | 1                                      | Luther Vandross                        | Dance with My Father                   | - |
| 5. Juli 2003 – 11. Juli 2003 1 Woche (insgesamt 1) | 1                                      | Monica                                 | After the Storm                        | - |
| 12. Juli 2003 – 18. Juli 2003 1 Woche (insgesamt 1) | 1                                      | Beyoncé                                | Dangerously in Love                    | - |
| 19. Juli 2003 – 1. August 2003 2 Wochen (insgesamt 2) | 2                                      | Ashanti                                | Chapter II                             | - |
| 2. August 2003 – 29. August 2003 4 Wochen (insgesamt 4) | 4                                      | Original Motion Picture Soundtrack     | Bad Boys II                            | - |
| 30. August 2003 – 5. September 2003 1 Woche (insgesamt 1) | 1                                      | Alan Jackson                           | Greatest Hits Volume II                | - |
| 6. September 2003 – 12. September 2003 1 Woche (insgesamt 1) | 1                                      | The Neptunes                           | The Neptunes Present…Clones            | - |
| 13. September 2003 – 19. September 2003 1 Woche (insgesamt 1) | 1                                      | Mary J. Blige                          | Love & Life                            | - |
| 20. September 2003 – 26. September 2003 1 Woche (insgesamt 1) | 1                                      | Hilary Duff                            | Metamorphosis                          | - |
| 27. September 2003 – 3. Oktober 2003 1 Woche (insgesamt 1) | 1                                      | John Mayer                             | Heavier Things                         | - |
| 4. Oktober 2003 – 10. Oktober 2003 1 Woche (insgesamt 1) | 1                                      | DMX                                    | Grand Champ                            | - |
| 11. Oktober 2003 – 24. Oktober 2003 2 Wochen (insgesamt 2) | 2                                      | OutKast                                | Speakerboxxx/The Love Below            | - |
| 25. Oktober 2003 – 31. Oktober 2003 1 Woche (insgesamt 1) | 1                                      | Ludacris                               | Chicken-n-Beer                         | - |
| 1. November 2003 – 14. November 2003 2 Wochen (insgesamt 2) | 2                                      | Clay Aiken                             | Measure Of A Man                       | - |
| 15. November 2003 – 21. November 2003 1 Woche (insgesamt 3) | 3                                      | OutKast                                | Speakerboxxx/The Love Below            | - |
| 22. November 2003 – 28. November 2003 1 Woche (insgesamt 1) | 1                                      | Toby Keith                             | Shock’n Y'all                          | - |
| 29. November 2003 – 5. Dezember 2003 1 Woche (insgesamt 1) | 1                                      | Jay-Z                                  | The Black Album                        | - |
| 6. Dezember 2003 – 12. Dezember 2003 1 Woche (insgesamt 1) | 1                                      | Britney Spears                         | In the Zone                            | - |
| 13. Dezember 2003 – 19. Dezember 2003 1 Woche (insgesamt 2) | 2                                      | Jay-Z                                  | The Black Album                        | - |
| 20. Dezember 2003 – 26. Dezember 2003 1 Woche (insgesamt 1) | 1                                      | Alicia Keys                            | The Diary of Alicia Keys               | - |

## Jahreshitparaden
| ← 2002 ← | Liste der Nummer-eins-Hits in den USA | Liste der Nummer-eins-Hits in den USA           | Liste der Nummer-eins-Hits in den USA | 2004 →   |
| \| Singles \| Position# \| Alben \| \| --------------------------------------------------------------------------------------------- \| --------- \| ----------------------------------------------- \| \| In da Club 50 Cent Curtis Jackson, Andre Young, Mike Elizondo, Peter Harrison \| 1 \| Get Rich or Die Tryin’ 50 Cent \| \| Ignition (Remix) R. Kelly \| 2 \| Come Away with Me Norah Jones \| \| Get Busy Sean Paul Sean Paul Henriques, Steven „Lenky“ Marsden \| 3 \| Up! Shania Twain \| \| Crazy in Love Beyoncé feat. Jay-Z Beyoncé Knowles, Rich Harrison, Shawn Carter, Eugene Record \| 4 \| Home Dixie Chicks \| \| When I’m Gone 3 Doors Down Brad Arnold, Todd Harrell, Chris Henderson, Matt Roberts \| 5 \| Let Go Avril Lavigne \| \| Unwell Matchbox Twenty Rob Thomas \| 6 \| Meteora Linkin Park \| \| Right Thurr Chingy Alonzo Lee, Shamar Daugherty, Howard Bailey, Jr \| 7 \| 8 Mile Various Artists \| \| Miss You Aaliyah Johnta Austin, Teddy Bishop, Ginuwine \| 8 \| Fallen Evanescence \| \| Picture Kid Rock feat. Sheryl Crow Kid Rock, Sheryl Crow \| 9 \| Tim McGraw and the Dancehall Doctors Tim McGraw \| \| Bring Me to Life Evanescence feat. Paul McCoy Ben Moody, Amy Lee, David Hodges, Dave Fortman \| 10 \| Stripped Christina Aguilera \| |                                       |                                                 |                                       |          |
| ← 2002 |                                       |                                                 |                                       | → 2004 → |
| Singles | Position#                             | Alben                                           |                                       |          |
| In da Club 50 Cent Curtis Jackson, Andre Young, Mike Elizondo, Peter Harrison | 1                                     | Get Rich or Die Tryin’ 50 Cent                  |                                       |          |
| Ignition (Remix) R. Kelly | 2                                     | Come Away with Me Norah Jones                   |                                       |          |
| Get Busy Sean Paul Sean Paul Henriques, Steven „Lenky“ Marsden | 3                                     | Up! Shania Twain                                |                                       |          |
| Crazy in Love Beyoncé feat. Jay-Z Beyoncé Knowles, Rich Harrison, Shawn Carter, Eugene Record | 4                                     | Home Dixie Chicks                               |                                       |          |
| When I’m Gone 3 Doors Down Brad Arnold, Todd Harrell, Chris Henderson, Matt Roberts | 5                                     | Let Go Avril Lavigne                            |                                       |          |
| Unwell Matchbox Twenty Rob Thomas | 6                                     | Meteora Linkin Park                             |                                       |          |
| Right Thurr Chingy Alonzo Lee, Shamar Daugherty, Howard Bailey, Jr | 7                                     | 8 Mile Various Artists                          |                                       |          |
| Miss You Aaliyah Johnta Austin, Teddy Bishop, Ginuwine | 8                                     | Fallen Evanescence                              |                                       |          |
| Picture Kid Rock feat. Sheryl Crow Kid Rock, Sheryl Crow | 9                                     | Tim McGraw and the Dancehall Doctors Tim McGraw |                                       |          |
| Bring Me to Life Evanescence feat. Paul McCoy Ben Moody, Amy Lee, David Hodges, Dave Fortman | 10                                    | Stripped Christina Aguilera                     |                                       |          |